# متروی استانبول
متروی استانبول (به انگلیسی: Istanbul Metro) سیستم قطار شهری زیرزمینی در شهر استانبول، ترکیه است.
کوشش‌ها برای ساخت مترو در استانبول، پیشینه‌ای بیش از ۱۰۰ ساله دارد. برای نخستین بار در سال ۱۸۷۵، خط حمل و نقل مسافر با نام تونل ساخته شد که نخستین فعالیت برای ایجاد مترو در استانبول محسوب می‌شود.
خط زیر زمینی حمل مسافر تونل در استانبول بعد از سیستم حمل و نقل زیرزمینی لندن که در سال ۱۸۶۳ افتتاح شد دومین سیستم حمل و نقل زیر زمینی مسافر در سطح جهان است. فعالیت‌ها برای ایجاد این خط زیرزمینی مترو در سال ۱۸۷۱ آغاز شد و در سال ۱۸۷۴ به پایان رسید. این خط که ۵۷۳ متر طول دارد در هفدهم ژانویه ۱۸۷۵ افتتاح گردید. مسافران این خط می‌توانند در عرض ۹۰ ثانیه مسافت بین گالاتا تا بی‌اوغلو را طی کنند.
طرح جامع ایجاد مترو در استانبول برای اولین بار در سال ۱۹۱۲ وارد مدار شد. در آن سال شرکت‌های مختلف بین‌المللی طرح‌های خود را برای ایجاد مترو در استانبول ارائه نمودند.
فعالیت‌های نوین برای ایجاد خط مترو در استانبول از ۱۹ اوت ۱۹۹۲ آغاز شد و در ۱۲ ژوئن ۱۹۹۴ تونل‌های تاکسیم به شیشلی به هم متصل گردید. در ۲۵ مارس ۱۹۹۹ استانبول شاهد اولین سفر آزمایشی ترن از خط مترو بود و در ۱۶ سپتامبر سال ۲۰۰۰ نیز خطوط متروی استانبول به‌طور رسمی گشایش یافت.

## خطوط متروی استانبول
هم‌اکنون متروی استانبول شامل خط‌های مترو m1,m2,m3,m4,m6 و m7، خط‌های تراموا t1,t4 m و t5 و خط‌های فنیکولار f1 و f2 است
درازای خط متروی M۲، ۱۴٫۵ کیلومتر است و دارای ۱۰ ایستگاه است.
این خط از شیشحانه شروع و به سایت صنایع اتومبیل سازی آتاترک ختم می‌شود و روزانه ۱۹۵ هزار مسافر از این خط بهره می‌برند.
خط دوم متروی استانبول خط F۱ نام دارد.
این خط مترو از تاکسیم آغاز و به کاباتاش ختم می‌شود و مسافت آن ۶۰۰ متر است. ظرفیت این خط روزانه ۳۰ هزار مسافر است.
خط سوم متروی استانبول نیز خط کادیکوی به کاینارجا است ، که دارای ۱۹ ایستگاه و ۲۶٫۵ کیلومتر طول است. این خط هنوز به‌طور رسمی مورد بهره‌برداری قرار نگرفته‌است ولی بر اساس پیش‌بینی‌ها با افتتاح این خط، روزانه ۷۵۰ هزار مسافر از این خط استفاده خواهند کرد.

## پروژه متروی زیر دریایی استانبول
گفتنی ست استانبول به دلیل موقعیت خاص جغرافیایی اش دارای سیستم‌های متنوع حمل و نقل از جمله سیستم حمل و نقل دریایی، اتوبوسرانی، BRT، تراموای و مترو می‌باشد که تمامی این سیستم‌ها همانند یک شبکه به یکدیگر متصلند.
یک پروژه دیگر ریلی بسیار بلندپروازانه با نام مارمارای نیز هم‌اکنون در زیر دریا در استانبول در حال طراحی است. این خط ریلی زیردریایی که به نوعی شامل یک خط متروی زیردریایی نیز می‌باشد ۷۶٫۱ کیلومتر طول دارد و عملیات اجرایی آن در سال ۲۰۰۴ آغاز شده‌است. به دلیل کشف آثار بزرگترین بندر بیزانس متعلق به سده چهارم بعد از میلاد موسوم به بندر تئودیوس، فعالیت‌ها در این خط در سال ۲۰۰۵ متوقف گردید و پروژه با چهار سال تأخیر همچنان به پیشرفت خود ادامه می‌دهد.
پروژه مارمارای دو قاره آسیا و اروپا را از زیر دریا به یکدیگر متصل خواهد نمود و از آن برای انتقال خودرو بین دو قاره و دوسوی استانبول و همچنین حمل و نقل مسافر استفاده خواهد شد.
همزمان با نودمین سالگرد استقرار جمهوری ترکیه (برابر با هفتم آبان ماه ۱۳۹۲)، تونل بزرگ زیردریایی «بسفر» که دو بخش اروپایی و آسیایی استانبول را به هم وصل می‌کند، افتتاح شد.
این تونل به لحاظ طول و اینکه دو قاره را به هم وصل می‌کند یکی از کم‌نظیرترین و از لحاظ عمق بی نظیرترین تونل جهان محسوب می‌شود و هزینه ساخت آن بیش از ۳ میلیارد یورو بوده‌است.

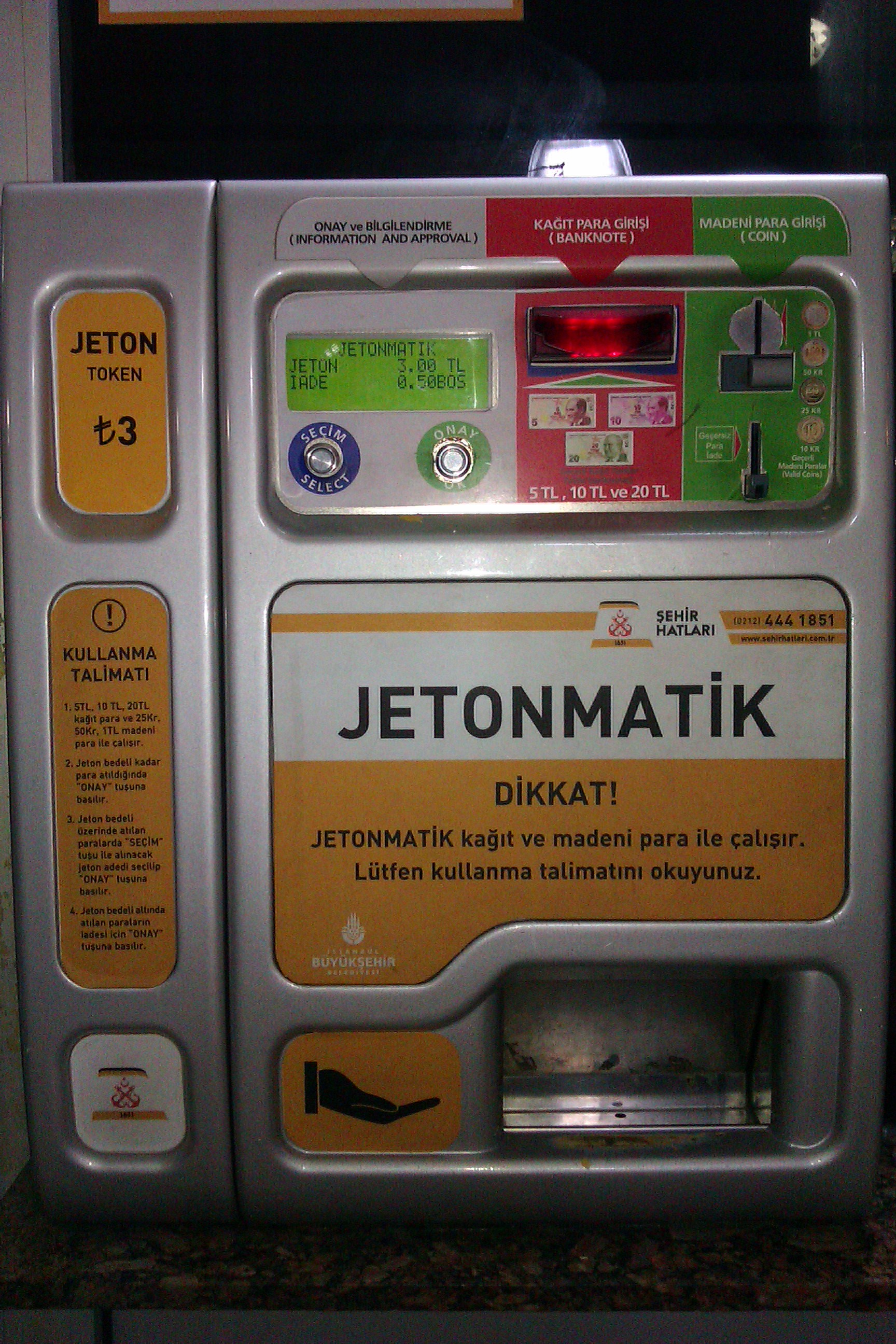

در مراسم افتتاح این تونل که از آن به عنوان پروژه بزرگ «مرمره» نام برده می‌شود عبدالله گل و رجب طیب اردوغان رئیس‌جمهور و نخست‌وزیر ترکیه حضور داشتند.
مقامات شهری استانبول اعلام کرده‌اند استفاده از قطار این تونل به مدت ۱۵ روز رایگان و بدون هزینه خواهد بود.
تونل بسفر به طول ۱۳ کیلومتر و ۶۰۰ متر و در عمق ۶۰ متری دریا است. تونل مانش که بین فرانسه و بریتانیا است، با ۵۲ کیلومتر طول بلندترین تونل زیر آبی جهان است. این تونل در عمق ۴۰ متری آب ساخته شده‌است در حالی که تونل بسفر در عمق ۶۰ متری دریا احداث شده‌است و از تونل مانش عمیق‌تر است.
در مراسم افتتاح این تونل برخی مقامات و سفرای خارجی از جمله «شینزو آبه» نخست‌وزیر ژاپن نیز حضور داشت.
ایده نخست ساخت این تونل ۱۵۰ سال پیش از سوی سلطان عثمانی ارائه شده‌است. گفتنی است ساخت این تونل در بیرون آب انجام شده و یک کانال از پیش ساخته شده به زیر آب منتقل شده‌است.

## خطوط
| نشان   | خط     | مسیر                                     | تأسیس  | طول     | ایستگاه‌ها | یادداشت‌ها |
| ------ | ------ | ---------------------------------------- | ------ | ------- | --------- | --- |
|        | ام۱    | Yenikapı ↔ Atatürk Airport / Kirazlı     | ۱۹۸۹   | 26.1 km | ۲۳        | The 0.7 km extension to Yenikapi opened on 9 November 2014. Operates from 06:00 a.m. to 00.00 a.m.                                      |
|        | ام۲    | Yenikapı ↔ Hacıosman                     | ۲۰۰۰   | 23.5 km | ۱۶        | Southern extension (3.5 km stretch to Yenikapı, with 3 stations) completed in February 2014. Operates from 06:15 a.m. to 00.00 a.m.     |
|        | ام۳    | Kirazlı ↔ Metrokent–Olimpiyat            | ۲۰۱۳   | 15.9 km | ۱۱        | A southern extension (9.0 km to Bakırköy, with 7 stations) is under construction. Operates from 06:00 a.m. to 00.00 a.m.                |
|        | ام۴    | Kadıköy ↔ Tavşantepe                     | ۲۰۱۲   | 26.5 km | ۱۹        | An extension 7.4 km to فرودگاه بین‌المللی صبیحه گوکچن with 4 more stations is under construction. Operates from 06:00 a.m. to 00.00 a.m. |
|        | ام۵    | Üsküdar ↔ Çekmeköy                       | ۲۰۱۷   | 20 km   | ۱۶        | Opened on 15 December 2017. Operates from 06:00 a.m. to 00.00 a.m. Time from Üsküdar to Çekmeköy is 27 min.                             |
|        | ام۶    | Levent ↔ Boğaziçi Üniversitesi/Hisarüstü | ۲۰۱۵   | 3.3 km  | 4         | The Mini-Metro is actually a light metro line.                                                                                          |
|        | ام۷    | Mecidiyeköy ↔ Mahmutbey                  | ۲۰۲۰   | 18 km   | ۱۵        | Opened partially on 28 October 2020. Mecidiyeköy-Kabataş section is still under construction.                                           |
| مجموع: | مجموع: | مجموع:                                   | مجموع: | 133 km  | ۱۰۴       | |